# Imigração cubana nos Estados Unidos

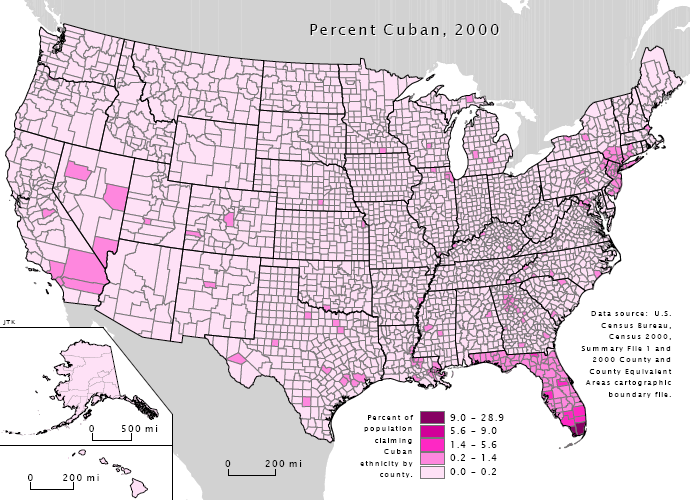
Concentração de cubanos no territórios dos Estados Unidos.

Os cubano-estadunidenses ou cubano-americanos (em espanhol: cubano-estadounidenses e cubano-americanos) são pessoas nascidas nos Estados Unidos que possuem sua ascendência oriunda à Cuba. Os cubanos são o terceiro maior grupo latino nos Estados Unidos.
Muitas comunidades em todo o território norte-americano possuem grupos cubanos. A Flórida (1,49 milhão em 2016) tem a maior concentração de cubano-estadunidenses nos Estados Unidos, destacando-se em parte por sua proximidade com Cuba, seguida pela Califórnia (91.438), pelo Texas (90.376), por Nova Jersey (85.935) e Nova York (70.947).
O sul da Flórida é seguido pelas áreas de Nova York, Tampa, Condado de Union e North Hudson, Nova Jersey, em particular Union City, Elizabeth e West New York. Com uma população de 141.250, a comunidade cubana da área metropolitana de Nova York é a maior fora da Flórida. Quase 70% de todo o grupo étnico vive na Flórida.